# Skeleton-Europacup 2016/17
Die Saison 2016/17 war die sechzehnte Saison vom Skeleton-Europacup, welcher von der IBSF organisiert und ausgetragen wird. Diese Rennserie gehört gemeinsam mit den Intercontinentalcup 2016/17 und den Nordamerikacup 2016/17 zum Unterbau des Weltcups 2018/19. Die Ergebnisse der acht Saisonläufe an fünf Wettkampforten flossen in das IBSF-Skeleton-Ranking 2016/17 ein.
Der Skeleton-Europacup 2016/17 wurde von den deutschen Skeletonfahrerinnen und Skeletonfahrern dominiert. Bis auf das Männer-Rennen in Sigulda, wo „nur“ ein Deutscher auf dem Podest stand, wurden alle Europacup-Rennen von deutschen Athletinnen bzw. Athleten gewonnen. Bei den Frauen sicherte sich die Deutsche Tamara Seer, welche zur Saison 2015/16 vom Bobsport zum Skeleton gewechselt ist, den Gesamtsieg vor ihrer Teamkollegin Maxi Just und Kellie Delka aus den Vereinigten Staaten. Bei den Männern sicherte sich Dominic Rady den Gesamtsieg. In jedem Rennen, bei dem er an den Start gegangen ist, konnte Rady auf das Podestplatz. Der Vorjahressieger Fabian Küchler belegte den zweiten Platz und Felix Seibel machte den deutschen Dreifacherfolg in der Gesamtwertung des Europacups perfekt.

## Frauen

### Veranstaltungen
| Datum             | Ort        | 1. Platz       | 2. Platz       | 3. Platz         |
| ----------------- | ---------- | -------------- | -------------- | ---------------- |
| 4. November 2016  | Sigulda    | Anna Fernstädt | Renata Chusina | Luisa Hornung    |
| 10. November 2016 | Innsbruck  | Tamara Seer    | Maxi Just      | Olga Potylizyna  |
| 11. November 2016 | Innsbruck  | Tamara Seer    | Maxi Just      | Paula Lace       |
| 17. November 2016 | Königssee  | Maxi Just      | Hannah Neise   | Janine Becker    |
| 18. November 2016 | Königssee  | Tamara Seer    | Janine Becker  | Maxi Just        |
| 12. Januar 2017   | St. Moritz | Maxi Just      | Tamara Seer    | Hannah Neise     |
| 19. Januar 2017   | Altenberg  | Tamara Seer    | Luisa Hornung  | Kimberley Murray |
| 20. Januar 2017   | Altenberg  | Tamara Seer    | Luisa Hornung  | Renata Chusina   |

### Gesamtwertung
| Rang | Pilotin                | Pilotin                | Sigulda          | Innsbruck         | Innsbruck         | Königssee         | Königssee         | St. Moritz      | Altenberg       | Altenberg       | Punkte |
| Rang | Name                   | Land                   | 4. November 2016 | 10. November 2016 | 11. November 2016 | 17. November 2016 | 18. November 2016 | 12. Januar 2017 | 19. Januar 2017 | 20. Januar 2017 | Punkte |
| ---- | ---------------------- | ---------------------- | ---------------- | ----------------- | ----------------- | ----------------- | ----------------- | --------------- | --------------- | --------------- | ------ |
| 01   | Tamara Seer            | Deutschland            | –                | 01                | 01                | 04                | 01                | 02              | 01              | 01              | 490    |
| 02   | Maxi Just              | Deutschland            | –                | 02                | 02                | 01                | 03                | 01              | –               | –               | 335    |
| 03   | Kellie Delka           | Vereinigte Staaten     | –                | 07                | 05                | 08                | 10                | 07              | 10              | 09              | 255    |
| 04   | Brogan Crowley         | Vereinigtes Königreich | 12               | 09                | 11                | 10                | 11                | 09              | 11              | 08              | 254    |
| 05   | Kimberley Murray       | Vereinigtes Königreich | DNF              | 16                | 20                | 12                | 12                | 04              | 03              | 04              | 243    |
| 06   | Luisa Hornung          | Deutschland            | 03               | 18                | 09                | –                 | –                 | –               | 02              | 02              | 235    |
| 07   | Alina Tararytschenkowa | Russland               | –                | 08                | 08                | 14                | 14                | 11              | 06              | 07              | 228    |
| 08   | Hannah Neise           | Deutschland            | –                | –                 | 02                | 05                | 03                | –               | –               | –               | 205    |
| 09   | Renata Chusina         | Russland               | 02               | –                 | –                 | –                 | –                 | 10              | 04              | 03              | 202    |
| 10   | Olga Potylizyna        | Russland               | –                | 03                | 04                | 06                | 06                | –               | –               | –               | 185    |

## Männer

### Veranstaltungen
| Datum             | Ort        | 1. Platz        | 2. Platz           | 3. Platz        |
| ----------------- | ---------- | --------------- | ------------------ | --------------- |
| 4. November 2016  | Sigulda    | Ivo Šteinbergs  | Krists Netlaus     | Felix Keisinger |
| 10. November 2016 | Innsbruck  | Fabian Küchler  | Dominic Rady       | Felix Seibel    |
| 11. November 2016 | Innsbruck  | Fabian Küchler  | Dominic Rady       | Krists Netlaus  |
| 17. November 2016 | Königssee  | Felix Seibel    | Dominic Rady       | Fabian Küchler  |
| 18. November 2016 | Königssee  | Dominic Rady    | Felix Seibel       | Josef Lechner   |
| 12. Januar 2017   | St. Moritz | Felix Keisinger | Martin Rosenberger | Dominic Rady    |
| 19. Januar 2017   | Altenberg  | Dominic Rady    | Felix Keisinger    | Alexei Koslow   |
| 20. Januar 2017   | Altenberg  | Dominic Rady    | Felix Keisinger    | Fabian Küchler  |

### Gesamtwertung
| Rang | Pilotin               | Pilotin                | Sigulda          | Innsbruck         | Innsbruck         | Königssee         | Königssee         | St. Moritz      | Altenberg       | Altenberg       | Punkte |
| Rang | Name                  | Land                   | 4. November 2016 | 10. November 2016 | 11. November 2016 | 17. November 2016 | 18. November 2016 | 12. Januar 2017 | 19. Januar 2017 | 20. Januar 2017 | Punkte |
| ---- | --------------------- | ---------------------- | ---------------- | ----------------- | ----------------- | ----------------- | ----------------- | --------------- | --------------- | --------------- | ------ |
| 01   | Dominic Rady          | Deutschland            | –                | 02                | 02                | 02                | 01                | 03              | 01              | 01              | 475    |
| 02   | Fabian Küchler        | Deutschland            | –                | 01                | 01                | 03                | 04                | –               | 05              | 03              | 355    |
| 03   | Felix Seibel          | Deutschland            | –                | 03                | 04                | 01                | 02                | –               | 06              | 04              | 335    |
| 04   | Krists Netlaus        | Lettland               | 02               | 04                | 03                | 04                | 05                | –               | –               | –               | 265    |
| 05   | Felix Keisinger       | Deutschland            | 03               | –                 | –                 | –                 | –                 | 01              | 02              | 02              | 260    |
| 06   | Konstantin Choroschko | Russland               | –                | 09                | 14                | 15                | 12                | 06              | 04              | 05              | 243    |
| 07   | Alex Ivanov           | Vereinigte Staaten     | –                | 08                | 11                | 09                | 10                | 08              | 08              | 08              | 240    |
| 08   | Samuel Maier          | Australien             | –                | 06                | 06                | 13                | 13                | 21              | 10              | 11              | 204    |
| 09   | Timothy Hull          | Vereinigtes Königreich | 11               | 14                | 08                | 16                | 24                | 12              | 16              | 12              | 193    |
| 10   | Marcus Wyatt          | Vereinigtes Königreich | 09               | 04                | 05                | 08                | 17                | –               | –               | –               | 183    |